# Fabryka Samochodów Małolitrażowych
A Fabryka Samochodów Małolitrażowych, röviden  FSM egy lengyel autógyár volt, itt gyártották a Fiat 126p-t ismertebb nevén Kispolszkit, emellett ebben a gyárban készültek a Syrena gépjárművek, amik kétütemű motorral kerültek piacra.

## Képgaléria

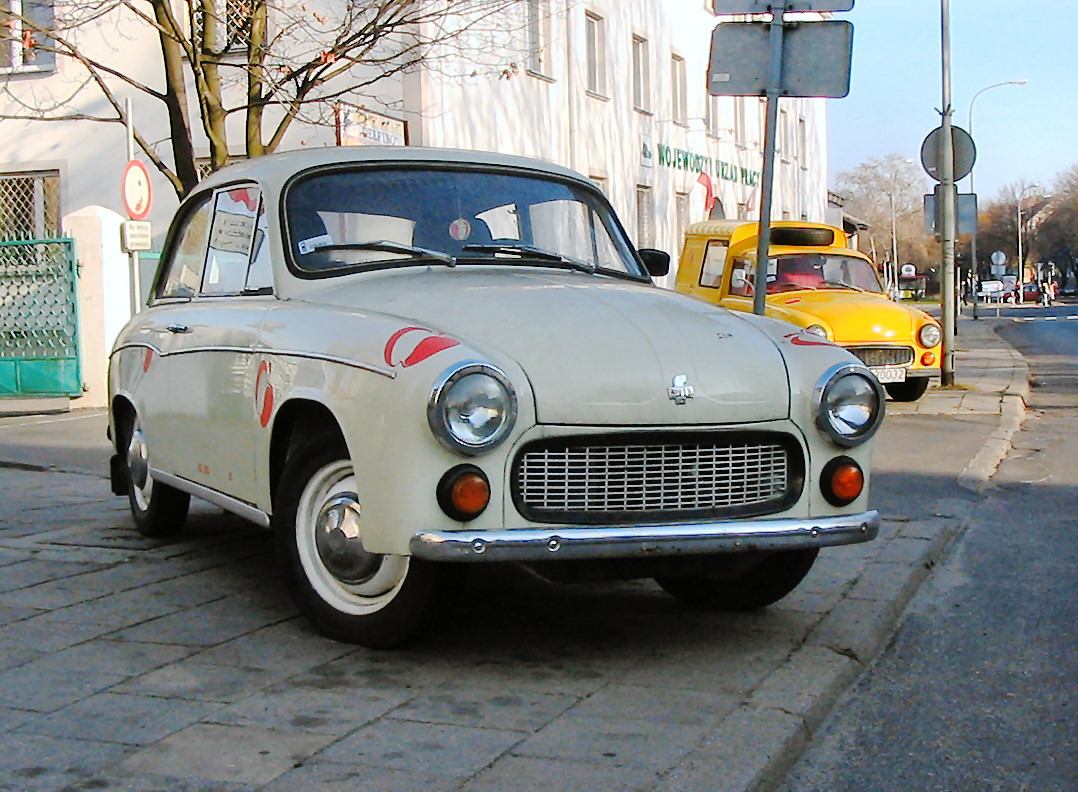
Syrena 105
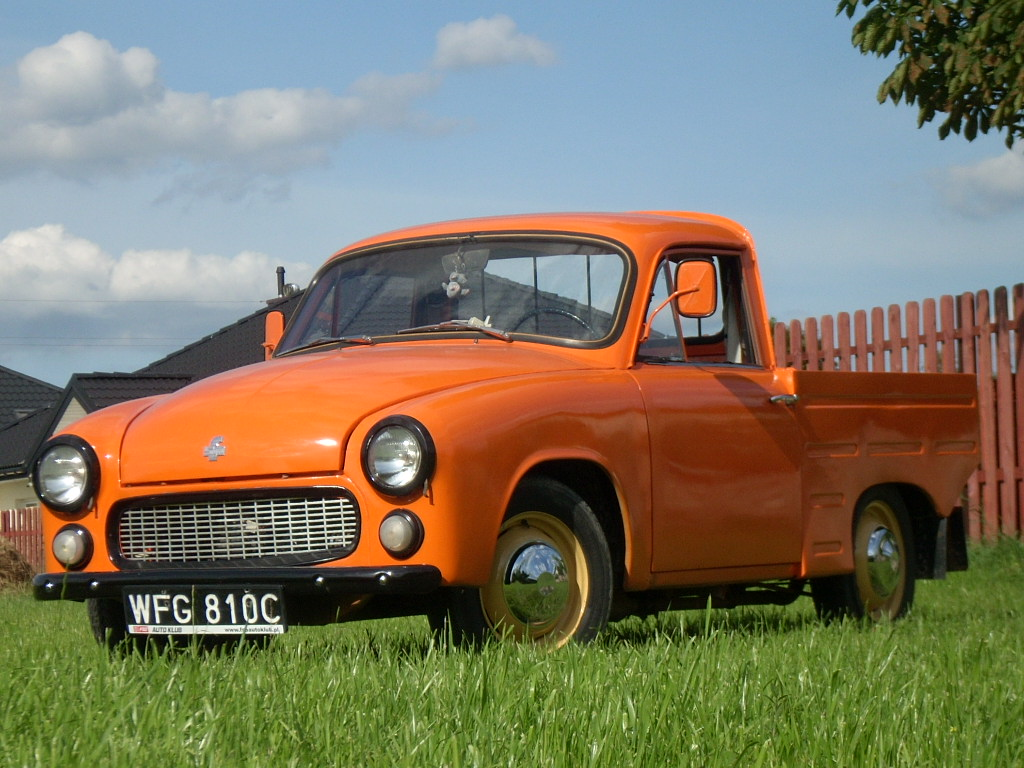
Syrena R20
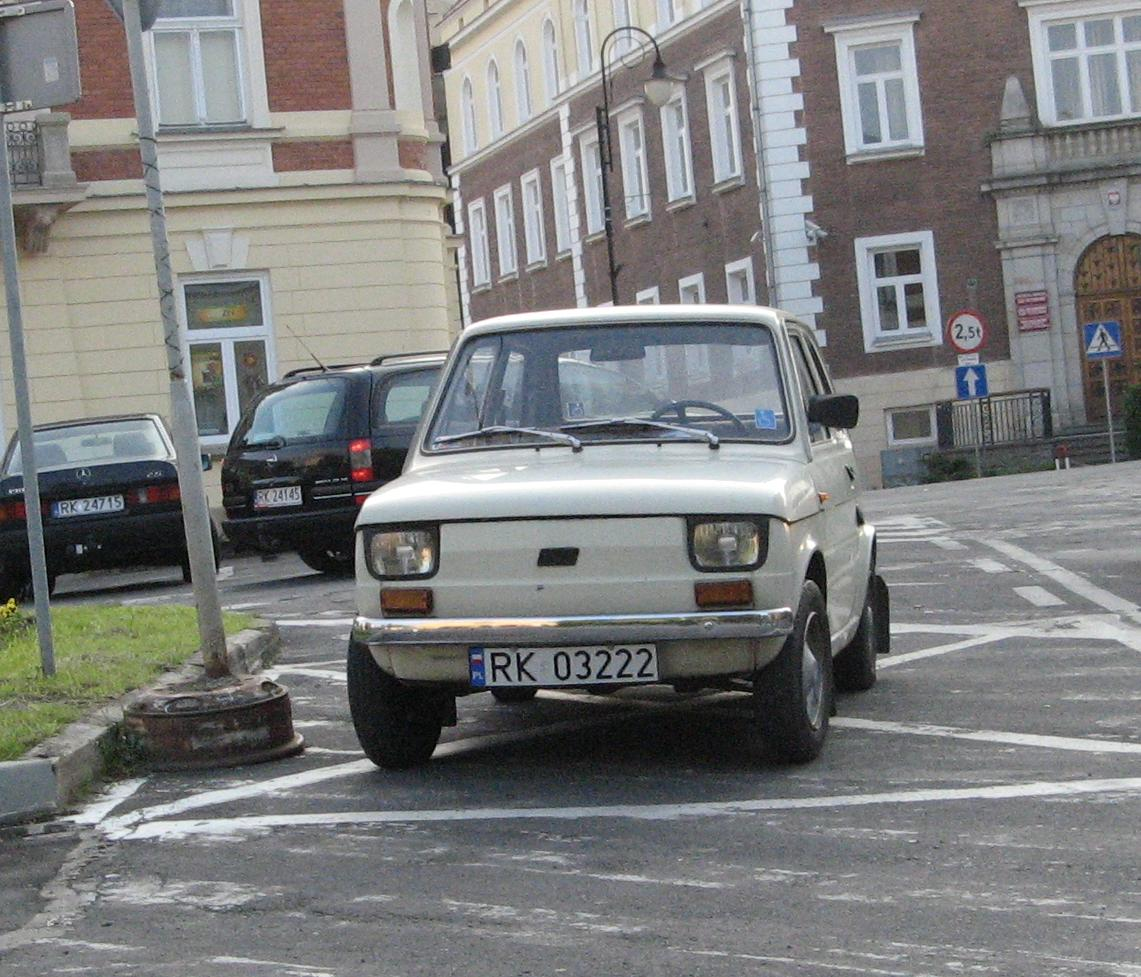
Polski Fiat 126p
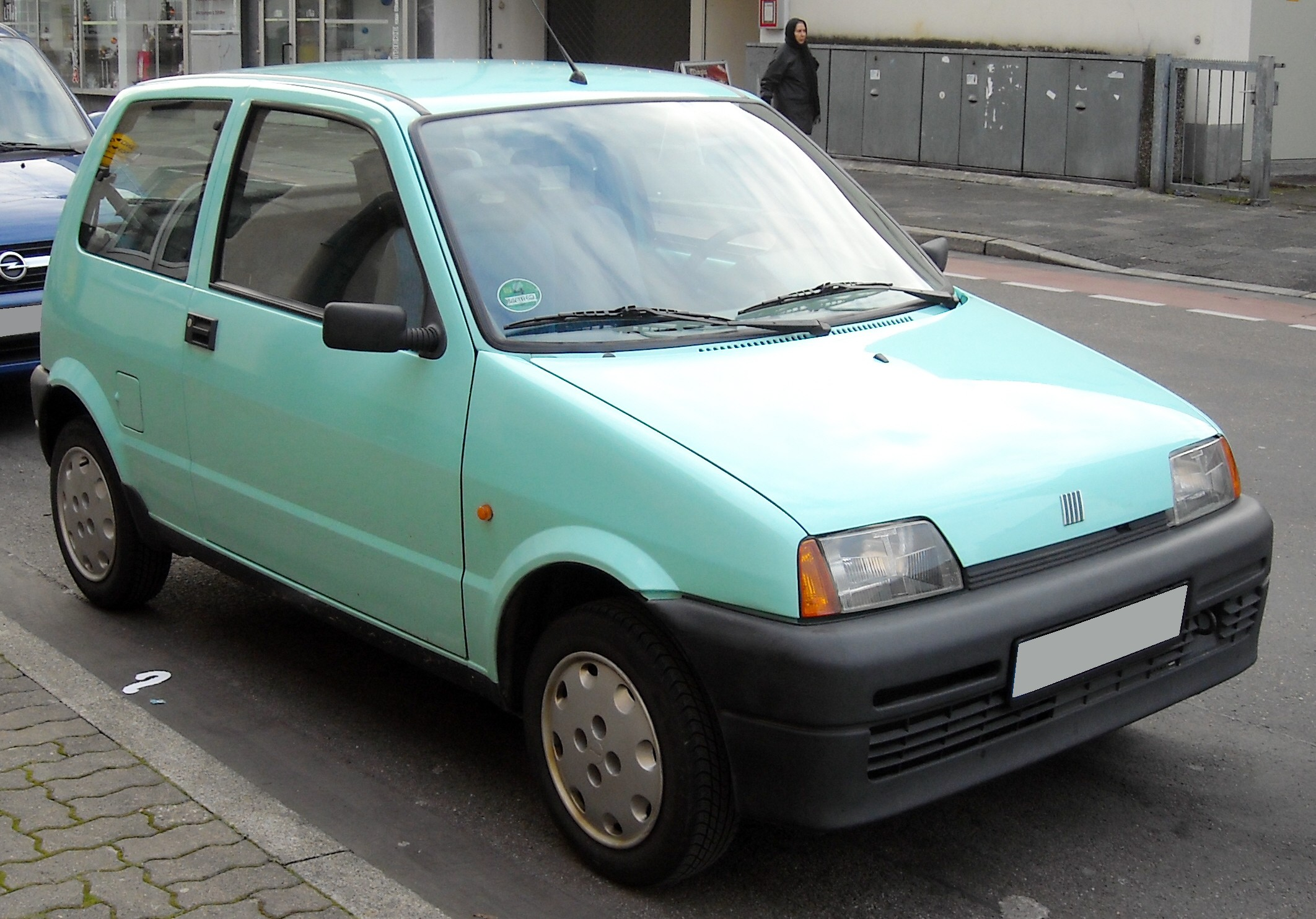
Fiat Cinquecento
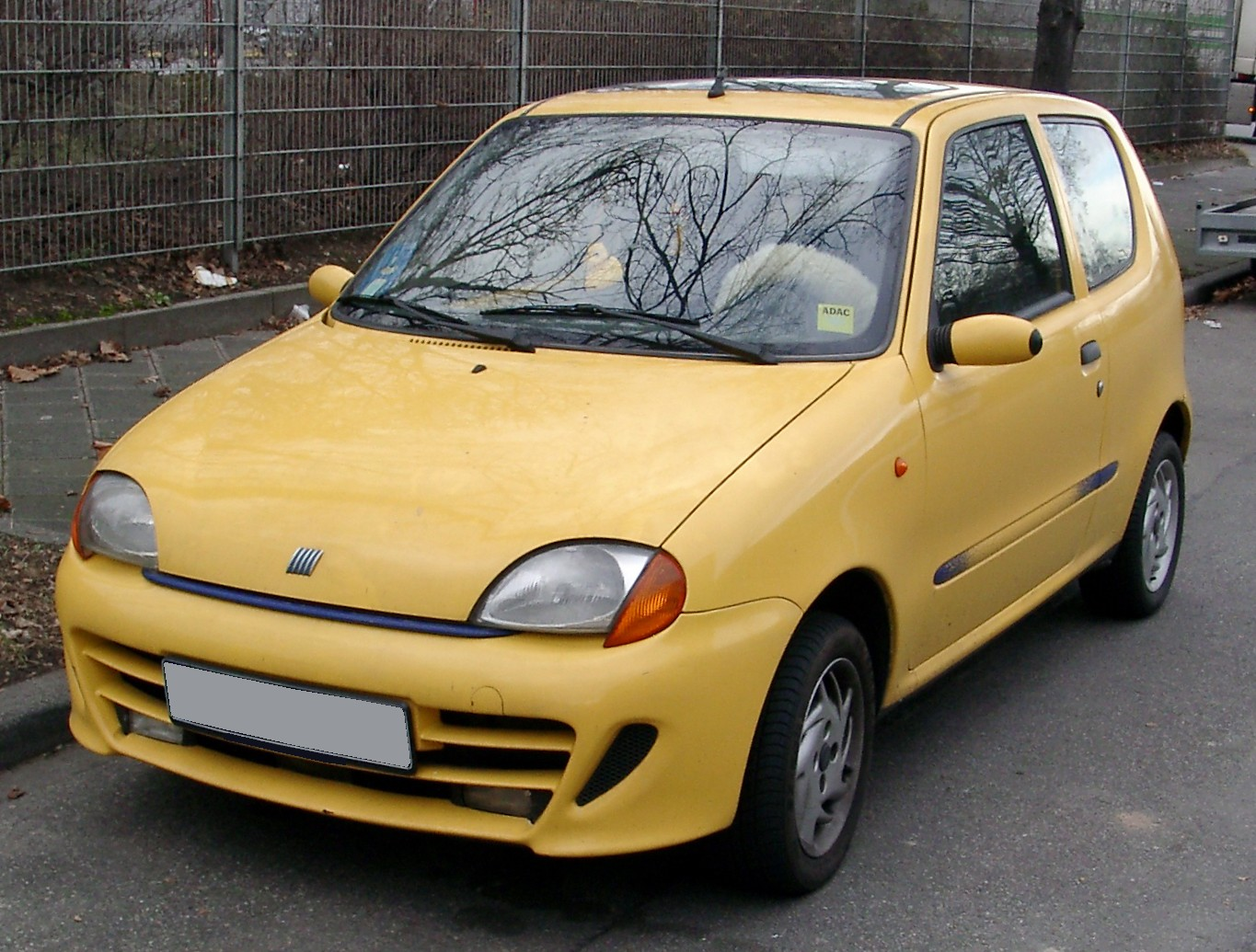
Fiat Seicento
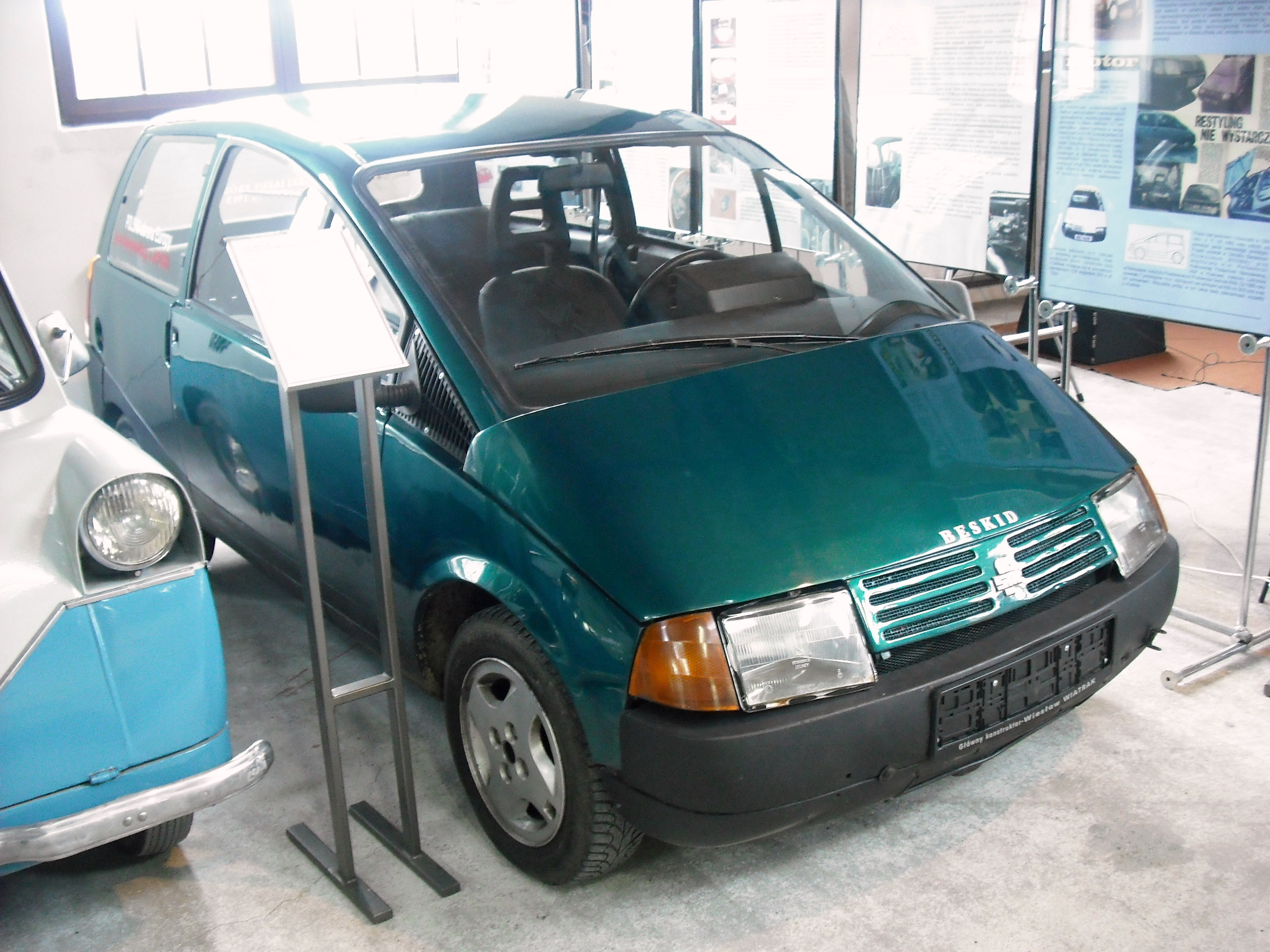
Beskid - prototype
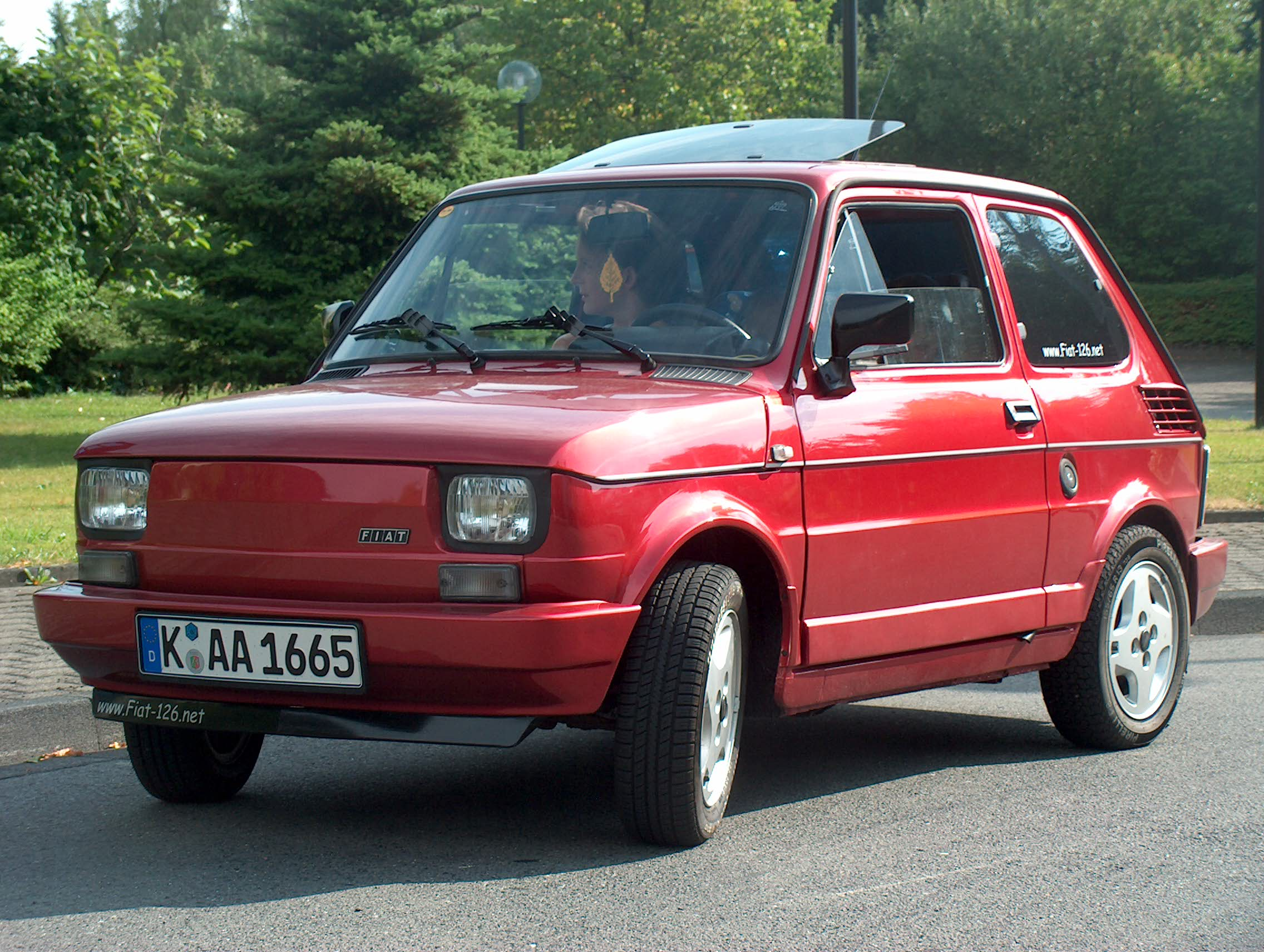
Fiat 126 BIS

## További információ
- Hivatalos oldal